# Radácsi László (közgazdász)
Radácsi László (Debrecen, 1968. július 28. –) közgazdász, a felelős és fenntartható vállalati működés és a vállalkozásfejlesztés témák kutatójaként, oktatójaként, valamint stratégiai tanácsadóként és trénerként évtizedek óta a hazai vállalatvezetési kultúra aktív alakítója.

## Pályája

### Budapesti Corvinus Egyetem
1994-2001 között a Gazdaságetikai Központ - BKE (később Corvinus Egyetem) Vállalatgazdaságtan Tanszékének, majd Vezetési és szervezési Tanszékének egyetemi tanársegédje, majd adjunktusa.
2001-2005 között a Budapesti Corvinus Egyetem egyetemi docense, az Egyetemen működő Budapesti Vezetőképző Központ igazgató-helyettese, az MBA-programok igazgatója.

### Magyar Tudományos Akadémia
2005-2006-ban a Magyar Tudományos Akadémia Társadalomtudományi Főosztályának főosztályvezető-helyettese.

### Braun & Partners
2006-2010-ig a Braun & Partners cégcsoport társtulajdonosa, a CSR Management ügyvezető igazgatója

### SmartLab Tanácsadó Kft.
2010 nyarán megalapította a SmartLab Tanácsadó Kft-t a felelős szervezeti működés (CSR) tanácsadói támogatására.

### Mittersisters
2016 júniusában egyik alapítója a Mittersisters design márkának. A Mittersisters olyan élményszolgáltatás vállalkozás, amely prémium bőr kiegészítők saját kezű elkészítéséhez nyújt professzionális támogatást.

### Budapesti Gazdasági Egyetem
2010-től a Budapesti Gazdasági Egyetem Menedzsment Tanszékének tudományos főmunkatársa.
2016 augusztusától a Budapesti Gazdasági Egyetem rektori tanácsadója.
2017 és 2020 között a BGE Budapest LAB Vállalkozásfejlesztési Központjának igazgatója.
2020 január 1-től a Budapesti Gazdasági Egyetem stratégiai és innovációs rektorhelyettese, 2021 augusztus 1-től 2023 február 28-ig az Egyetem stratégiai rektorhelyettese.

### Habilitáció[8]
2024 május 17-én sikeresen habilitált a Soproni Egyetem Széchenyi István Gazdálkodás- és Szervezéstudományok Doktori Iskolájában, ezzel jogot szerzett a dr. habil. cím viselésére.

### Budapesti Metropolitan Egyetem
2024. szeptemberétől a METU habilitált egyetemi docense, a Fenntarthatósági Tanulmányok Intézet munkatársa, a Fenntarthatósági menedzser szakirányú továbbképzési szak vezetője.

## Könyvei

### Gondolkodj okosan! Az intellektuális szupererő[9]
MCC Press, 2024
A kritikai gondolkodásról szóló könyv célja, hogy gyakorlati tanácsokat és módszereket adjon az okos gondolkodás fejlesztéséhez, miközben közérthető nyelven magyarázza el az elméleti hátteret. A szerző saját élményeire is építve mutatja be, hogy miként lehet az elméleti tudást a mindennapi életben alkalmazni, és hogyan lehet fejleszteni a gondolkodási készségeket a sikeres és felelős döntéshozatal érdekében.
A kötet elsősorban középiskolás és egyetemista fiataloknak szól, de mindenki számára hasznos lehet, aki szeretné fejleszteni kritikai gondolkodását és jobb döntéshozóvá válni. A könyv gyakorlati feladatokkal és példákkal segíti az olvasót a tanultak azonnali alkalmazásában.

### Felelős és fenntartható vállalat[10]
Saldo Kiadó, 2021
A könyv a fenntarthatóság vállalati menedzsmentjének alapfogalmait és -modelljeit mutatja be. A több évtizedes kutatói, oktatói és tanácsadói gyakorlatra épülő munkában szerepelnek a felelős és fenntartható szervezeti működés történeti alapvetései, a legfontosabb érintett-csoportokkal (tulajdonosok, munkavállalók, fogyasztók) kapcsolatos felelősségvállalási témák, valamint több olyan kérdéskör is, amely az egyetemi hallgatók, a kutatók és oktatók, a médiában dolgozók és a vállalati szakemberek számára is releváns ismereteket jelentenek. A kötetben kiemelten szerepelnek a magyarországi sajátosságok, valamint több tucat konkrét eset, történet, elmélyítő magyarázat támogatja a megértést.

### Üzleti és civil szervezetek együttműködése Magyarországon[11]
Publio, 2016
A kötet az üzleti és a civil szféra együttműködéséről szól. A bevezető tanulmány bemutatja a szektorközi partnerségek történetét, előnyeit, és szól a szövetségek működtetésének kérdéseiről. Az elméleti keretezés után nyolc esettanulmány szemlélteti, hogy miként szerveződtek és milyen eredményeket mutattak fel a vállalati és a nonprofit szektorok együttműködései a kétezres évek elejének Magyarországán. A könyv elsősorban a szektorok közötti együttműködés iránt érdeklődő, ilyen partnerségek működtetésében érintett vállalati és civil szervezetekben dolgozó szakembereknek lehet érdekes, de haszonnal tanulmányozhatják a szakterület kutatói és a témával ismerkedő egyetemi-főiskolai hallgatók is.

### Aranykalitkában - Fiatal vállalatvezetők a rendszerváltás utáni Magyarországon[12]
(Bokor Attilával) Alinea Kiadó, 2006
Fiatal vállalatvezetők a rendszerváltás utáni Magyarországon: jókor voltak jó helyen? Miként látják életútjukat, mit jelent nekik a siker, mit kellett feláldozniuk érte, hogyan látják saját jövőjüket és a körülöttük lévő világgal kapcsolatos felelősségeiket? A kötet szerzői – maguk is e generáció tagjai – ötven 30 és 36 év közötti sikeres vállalati felsővezetővel készítettek mélyinterjút. Tapasztalataikat olvasmányos, gondolatébresztő módon tárják elénk.

### Alternatív kapitalisták - Gazdálkodás az érintettek jólétéért[13]
(Pataki Györggyel) Új Paradigma, 2000
„Ez a könyv az üzleti élet olyan oldalát mutatja be, amely szinte ismeretlen Magyarországon. Gyakorló üzletemberek, vállalkozók, gazdasági szakemberek mondják el, hogy szerintük miért kell másról szólnia és konkrétan hogyan szólhat másról az üzlet, mint a minél nagyobb nyereség eléréséről. A kötetben a hagyományos (a nyereséget mindenek fölé helyező) mérce szerint is kiemelkedően sikeres angolszász vállalkozók vallanak arról, hogy a piaci gazdaság, a kapitalizmus értelmezhető és élhető másképp - a szabad piacgazdaságon belül is vannak alternatívák. Ezek az alternatívák pedig nem országok közti különbségekből adódnak, hanem olyan erős erkölcsi választásokból, ami egyaránt érinti az üzlet lényegét (a Mire való az üzlet? kérdését) és mindennapi gyakorlatát Az összeállítás azoknak a vállalkozásoknak az üzletfilozófiáját és üzleti gyakorlatát mutatja be, amelyeket néhol "alternatív", "progresszív", "érték-alapú" vállalatoknak vagy "alternatív kapitalistáknak" neveznek. A kötet szerzői arra törekedtek, hogy az üzleti élet lényegéről megfogalmazott vállalatvezetői hitvallások mellett konkrét vállalati gyakorlatokat, az üzlet fő áramának mai működésével kapcsoltban megfogalmazott kritikák mellett megoldási javaslatokat is megismerhessen az olvasó. A kötetben megszólaló vállalkozók amellett tesznek hitet, hogy egyrészt szükséges, másrészt lehetséges is másképpen, az ember és az ökológiai rendszerek tiszteletben tartásával gazdálkodni. A kötet a fogyasztókhoz is szól, akik nap mint nap, "pénzükkel szavaznak" arról, hogy milyen értékeket valló vállalkozásokat támogatnak."

### Vállalati etika[14]
(Boda Zsolttal) Budapesti Közgazdaságtudományi Egyetem (ma: Corvinus Egyetem) Vezetőképző Intézet, 1996
A kötet a felelős vállalati működésről szóló első magyar nyelvű tankönyv. Részben a szerzőpáros saját anyagai, részben a szakterület legjelentősebb külföldi szakértőinek tanulmányai mutatják be a felelős vállalati gondolkodás legalapvetőbb fogalmait, modelljeit. A könyv megjelenése óta egyik közös hivatkozási pontja minden témába vágó hazai szakirodalomnak.

## Tudományos publikációi
Tudományos publikációinak jegyzéke elérhető a Magyar Tudományos Művek Tárában.

## Szakmai szervezeti tagságok, tisztségek, szakmai közéleti tevékenység
2015-től az UNICEF Gyerekbarát Település Program értékelő bizottságának tagja
2014-től a Magyar Formatervezési Díj Bírálóbizottságának tagja
2012-2016 között a Design Terminál - Nemzeti Kreatívipari Központ Tanácsadó Testületének tagja
2011-ben a Kreatív Bázis Alapítvány (Momentán Társulat) alapítója
2011-2014 között a WWF Magyarország igazgatóságának tagja
2010-2014 között a Hungarian Business Leaders Forum igazgatóságának tagja, a Partnerség és Önkéntesség Munkacsoport alapítója és vezetője
2010-től a Civil Vállalkozások Nonprofit Kft. Felügyelő Bizottságának tagja
2007-2010 a Figyelő TOP200 Díj zsűritagja
2005-2006 a MOL-Csoport Etikai Tanácsának alapító elnöke
2004-2006 Az üzletietika.hu alapító szakmai vezetője

## Kitüntetései

### A Magyar Érdemrend lovagkeresztje
2012-ben a köztársasági elnök a vállalatok társadalmi felelősségvállalásának magyarországi elterjedéséért, a legjobb nemzetközi gyakorlatok hazai átvételéért végzett kitartó és eredményes munkája elismeréseként a A Magyar Érdemrend lovagkeresztje kitüntetést adományozta számára.

### A fenntarthatóság szakmai követe
2015-ben elnyerte a Piac & Profit és a Budapest Klub által adományozott „A fenntarthatóság szakmai követe” címet. A díjat az alapítók minden évben annak a szakembernek ítélik oda, aki mindennapi munkájában elkötelezetten törekszik arra, hogy vállalati ügyfelei körében elterjedjék és erősödjék a fenntartható fejlődés iránti felelősségvállalás.